# Сатисфакция (фильм, 2011)
«Сатисфа́кция» — российский художественный фильм 2011 года с участием Евгения Гришковца.
С февраля 2011 года фильм лицензионно издаётся на DVD компанией Мистерия звука.

## Сюжет
Молодая жена крупного иркутского бизнесмена Александра Григорьевича Верхозина изменяет ему с его же помощником и приятелем Дмитрием. Вскоре об этом становится известно Александру — он устраивает слежку за своим другом, собирает улики предательства. Однажды, решив покончить с этой ситуацией, Александр приводит Дмитрия в ресторан, который для них закрыли на спецобслуживание, и сообщает, что ему все известно об отношениях того с женой. После этого Верхозин предлагает своему помощнику своеобразную дуэль — пить весь вечер и всю ночь алкоголь, попутно обсуждая заранее подготовленный список тем (мороженое, деньги, дружба, одиночество, дети и т. д.). Проигравшим считается тот, кто первым «отключится». Если выигрывает Дмитрий, то он получает от своего друга 1 млн долларов, а также возможность уехать из города вместе с женой Александра; если выигрывает противоположная сторона — то он покидает город ни с чем.
Герои в течение ночи, выпивая изрядную долю алкогольных напитков, несколько раз ругаются, мирятся, делятся откровениями и понимают, что зря ругаются из-за этой женщины, которую по сути и не любят. И уже ближе к утру Дмитрий засыпает. Расстроенный этой ситуацией Верхозин несколько минут находится в замешательстве, рыдает, после чего покидает ресторан. В лимузине Александр звонит секретарю и просит передать поручение Дмитрию, обязательно упомянув, что он дал его утром. Тем самым герой доказывает, что победил.

## В ролях
- Евгений Гришковец — Александр Григорьевич Верхозин, крупный бизнесмен
- Денис Бургазлиев — Дмитрий, помощник и советник Верхозина
- Олег Малышев — владелец ресторана
- Евгений Солонинкин — повар
- Павел Южаков — официант
- Михаил Мешакин — официант
- Анастасия Шинкаренко — Настя, посудомойка
- Алексей Орлов — работник ресторана, изучающий английский
- Анна Дружинина — продавец в ювелирном
- Родион Бровкин — директор по строительству
- Роман Золотой — водитель Виктор
- Сергей Третьяков — секундант
- Инженеры-строители:
  - Игорь Чирва
  - Левон Погосян
  - Павел Бицура
  - Андрей Закаблуковский

## Съёмочная группа
- Авторы сценария:
  - Евгений Гришковец
  - Анна Матисон
- Автор идеи: Юрий Дорохин
- Режиссёр: Анна Матисон
- Оператор: Андрей Закаблуковский
- Композиторы:
  - Максим Сергеев
- Художники:
  - Дмитрий Галин
  - Анна Мороз
- Звукорежиссёр: Виктор Тимшин
- Продюсеры:
  - Евгений Гришковец
  - Александр Орлов
  - Ирина Юткина

## Саундтрек
В саундтрек фильма вошла разная музыка: отрывки классических произведений, современные произведения русских и зарубежных исполнителей:
- Игорь Стравинский — «Жар-птица», сюита. Трек № 6 — Berceuse. Исполнитель: Марисс Янсонс. Альбом: MARISS JANSONS — Symphonieorchester Des Bayerischen Rundfunks — Денис Мацуев. Stravinsky — Firebird Suite, Shchedrin — Piano Concerto No.5.
- Дмитрий Шостакович — «Концерт для фортепиано с оркестром № 1», часть вторая. Исполнитель: Денис Мацуев, Юрий Темирканов. Альбом: Denis Matsuev — Tchaikovsky, Shostakovich — piano concertos. Yori Temirkanov. St. Peterburg philharmonic orchestra.
- Роберт Шуман — «Симфонические этюды», трек на альбоме № 10 — Variation V. Исполнитель: Михаил Плетнев. Альбом: Pletnev plays Schumann.
- Александр Скрябин — Прелюдия, опус 74 № 2
- Роберт Шуман — «Грезы» из цикла «Детские сцены», на альбоме № 7. Исполнитель: Денис Мацуев. Альбом: Denis Matsuev — The Carnegie Hall Concert.
- Пётр Ильич Чайковский — «Танец пастушков» из сюиты «Щелкунчик». Исполнитель: Berliner Philharmoniker — Herbert von Karajan. Альбом: «Romeo and Juliet: The Nutcracker Suite» (Karajan GOLD).
- Людвиг Ван Бетховен — концерт для фортепиано № 1, вторая часть. Исполнитель: Вильгельм Кемпфф. Альбом: Beethoven Piano Concertos Nos.1-4.
- Джузеппе Верди - Реквием. Messa da Requiem.
- Solal — Psycho Girls and Psycow Boys
- Мумий Тролль — «Дельфины»
- Бигуди — «Что ты хотел» (М. Сергеев)
- Бигуди — «Осторожней!» (В. Чалый)
- Бигуди — «Горизонт» (Р. Полищук)

## Критика и отзывы
Алекс Экслер, в частности, отмечает, что фильм вторичен по отношению к ранее вышедшей картине «О чём говорят мужчины», при этом сама алкогольная дуэль некрасива с художественной точки зрения. Другие же говорили о невнятной игре актёров и неестественности Евгения Гришковца в роли провинциального олигарха, а также об отсутствии серьёзной драматургии.
Среди положительных моментов критики отметили хорошую операторскую работу и отдельные сцены из фильма, которые вызывают особо яркие эмоции у зрителя (сцена с задавленной собакой, слезы Верхозина в конце «дуэли» и т. д.).

## Прокат фильма
К выходу фильма был приурочен выход книги Гришковца «Сатисфакция». Сюда вошёл сценарий фильма и иллюстрации режиссёрских раскадровок. В своём блоге Евгений Гришковец вёл дневник съёмок, подробно описывал дни работы над фильмом, участников, снабжая текст иллюстрациями.
Прокатом и дистрибуцией «Сатисфакции» занимается компания «Наше кино», которая в целях продвижения фильма организовала серию предпрокатных показов картины. Самый первый показ фильма публике состоялся 11 января 2011 года в городе Южно-Сахалинск. Затем прошли премьерные показы в Хабаровске, Екатеринбурге, Новосибирске, Санкт-Петербурге. Московская премьера фильма прошла 18 января 2011 года в кинотеатре «Октябрь».
Съёмки фильма проходили в городе Иркутске и посёлке Листвянка на Байкале, иркутской публике и участникам съёмок фильм был показан 7 ноября 2010 года.
Официально прокат стартовал 20 января 2011 года (125 копий на плёнке, 18 цифровых).
В феврале 2011 года начался прокат фильма в Казахстане. Также в феврале в продажу вышла лицензионная версия фильма на DVD.

## Награды
- Приз редакции газеты «Московский комсомолец», кинофестиваль «Московская премьера», 2010
- Приз зрительских симпатий, кинофестиваль «Меридианы Тихого», 2010
- Приз СБМТЧ 2012

## Интересные факты
- Фильм обсуждался в программе «Закрытый показ» с Александром Гордоном на Первом канале от 19 августа 2011 года.